# Championnat du Chili de football 1942
Navigation
Saison précédente Saison suivante
La saison 1942 du Championnat du Chili de football est la dixième édition du championnat de première division au Chili. Les dix meilleures équipes du pays, toutes basées à Santiago du Chili, sont regroupées au sein d'une poule unique, où elles s'affrontent deux fois, à domicile et à l'extérieur; il n'y a ni promotion, ni relégation à l'issue de la saison.
C'est le club de CD Santiago Morning qui remporte la compétition, après avoir terminé en tête du classement final, avec un seul point d'avance sur le Deportes Magallanes et quatre sur le tenant du titre, Colo Colo. C'est le tout premier titre de champion du Chili de l'histoire du club.

## Les clubs participants
| - Deportes Magallanes - Colo Colo - Santiago Badminton FC - CF Universidad de Chile - Unión Española | - CD Universidad Católica - Audax Italiano - CD Santiago Morning - CD Green Cross - Santiago National FC |

## Compétition
Le barème utilisé pour établir le classement est le suivant :
- Victoire : 2 points
- Match nul : 1 point
- Défaite : 0 point

### Classement
| Rang | Équipe                  | Pts | J  | G  | N | P  | Bp | Bc | Diff |
| ---- | ----------------------- | --- | -- | -- | - | -- | -- | -- | ---- |
| 1    | CD Santiago Morning     | 29  | 18 | 13 | 3 | 2  | 51 | 18 | +33  |
| 2    | Deportes Magallanes     | 28  | 18 | 13 | 2 | 3  | 48 | 28 | +20  |
| 3    | Colo Colo T             | 25  | 18 | 10 | 5 | 3  | 42 | 20 | +22  |
| 4    | CD Green Cross          | 19  | 18 | 7  | 5 | 6  | 39 | 46 | -7   |
| 5    | CF Universidad de Chile | 18  | 18 | 5  | 8 | 5  | 28 | 25 | +3   |
| 6    | Audax Italiano          | 18  | 18 | 7  | 4 | 7  | 30 | 30 | 0    |
| 7    | Unión Española          | 15  | 18 | 7  | 1 | 10 | 36 | 38 | -2   |
| 8    | Santiago Badminton FC   | 14  | 18 | 4  | 6 | 8  | 33 | 39 | -6   |
| 9    | CD Universidad Católica | 10  | 18 | 3  | 4 | 11 | 19 | 40 | -21  |
| 10   | Santiago National FC    | 4   | 18 | 1  | 2 | 15 | 23 | 65 | -42  |

|  | Champion du Chili 1942 |
|  | T : Tenant du titre    |

## Bilan de la saison
| Championnat du Chili de football 1942 |                                 |
| Champion                              | CD Santiago Morning (1er titre) |
| Promotions et relégations             |                                 |
| Promus en Primera División            | Aucun                           |
| Relégués en Segunda División          | Aucun                           |